# 大利西夫齊
49°58′58″N 29°22′20″E / 49.98278°N 29.37222°E
大利西夫齊（烏克蘭語：Великі Лісівці）是位於烏克蘭北部日托米爾州裏日托米爾區的村莊，始建於1746年，面積2.53平方公里，海拔高度205米，2001年人口432。